# Digonogastra striata
Digonogastra striata är en stekelart som först beskrevs av Brulle 1846.  Digonogastra striata ingår i släktet Digonogastra och familjen bracksteklar. Inga underarter finns listade i Catalogue of Life.